# Copa Ibérica de fútbol de 2019
La Copa Ibérica de fútbol de 2019 fue la 7.ª edición del torneo. Los clubes participantes fueron como participantes portugueses, el FC Porto y el Portimonense (equipo local). Y por parte española el Real Betis y el Getafe CF.
Se disputaron con semifinales, tercer y cuarto puesto y final. Las semifinales se jugaron el 19 y 20 de julio y el tercer y cuarto puesto y la final el 21 de julio. Todos los partidos se disputaron en el Estadio Municipal de Portimão en Portimao.
El FC Porto fue campeón tras ganar 2 a 1 en la final al Getafe CF. El Real Betis quedó tercero al ganar al Portimonense 2-1 en la final de consolación.

## Clubes participantes
| España   |  | Getafe CF    |  |  |
| Portugal |  | Portimonense |  |  |
| Portugal |  | FC Porto     |  |  |
| España   |  | Real Betis   |  |  |

## Resultados

### 1º Partido de semifinales
| 19 de julio de 2019 | FC Porto    | 1:1 (5:4 p.) | Real Betis Balompié | Estadio Municipal de Portimão, Portimao                            |                                                                    |
|                     | Ze Luis 30' |              | Juanmi 12'          | Asistencia: 7000 espectadores Árbitro(s): Antonio Nobre (Portugal) | Asistencia: 7000 espectadores Árbitro(s): Antonio Nobre (Portugal) |

### 2ª Partido de semifinales
| 20 de julio de 2019 | Portimonense | 0:0 (2:3 p.) | Getafe CF | Estadio Municipal de Portimão, Portimao                          |  |
|                     |              |              |           | Asistencia: 2000 espectadores Árbitro(s): M. Nogueira (Portugal) |  |

### 3º y 4º Puesto
| 21 de julio de 2019 | Portimonense | 1:2 | Real Betis                   | Estadio Municipal de Portimão, Portimao                        |                                                                |
|                     | Paulinho 71' |     | Raúl 17' Joaquín Sánchez 52' | Asistencia: 200 espectadores Árbitro(s): Rui Soares (Portugal) | Asistencia: 200 espectadores Árbitro(s): Rui Soares (Portugal) |

### Final
| 21 de julio de 2019 | FC Porto                 | 2:1 | Getafe CF   | Estadio Municipal de Portimão, Portimao                            |                                                                    |
|                     | Pepe 52' Fabio Silva 81' |     | Cabrera 39' | Asistencia: 5000 espectadores Árbitro(s): José Quitério (Portugal) | Asistencia: 5000 espectadores Árbitro(s): José Quitério (Portugal) |

| Portugal                   |
| Campeón FC Porto 2º título |